# Улица Короленко (Москва)
У́лица Короле́нко — улица в Восточном административном округе Москвы, расположена в районе Сокольники между Богородским шоссе и улицей Стромынка.

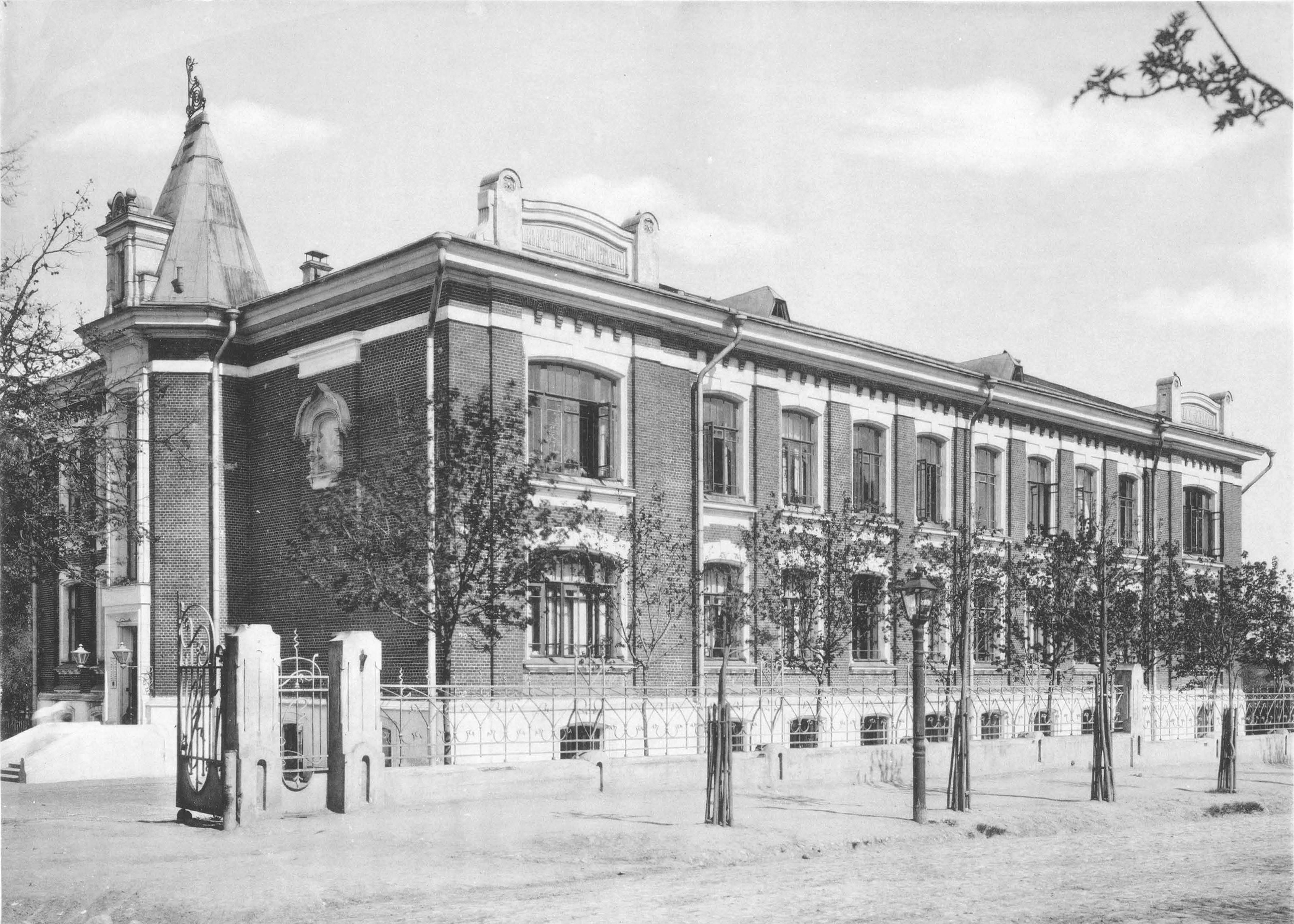
Дом призрения на Ермаковской улице (1913)

Образована из бывшей Ермаковской улицы и Пеликановского шоссе. Названа в 1925 году в честь писателя, публициста и общественного деятеля Владимира Короленко. До этого часть улицы — Ермаковская — носила имя фабриканта-благотворителя Флора Яковлевича Ермакова, на средства которого был построен дом призрения, ставший позднее больницей имени В. Г. Короленко.

## Примечательные здания и сооружения
- Дом 3, строение 9 — церковь Смоленской Иконы Божьей Матери.
- Дом 2, корпус 8 — Александровское отделение Ермаковской богадельни с домовой церковью Троицы Живоначальной (1875, арх. П. И. Иванов, 1899, арх. П. М. Самарин). В 1876 году Флор Ермаков закрыл шерстяную камвольную фабрику в Сокольниках и по проекту архитектора Николая Орлова перестроил её здание под богадельню. В советское время в ней размещались Ермаковские учебно-производственные мастерские, Республиканский институт повышения квалификации работников образования и другие учреждения[2]. После смерти благотворитель был погребён на верхнем этаже церковного здания Троицкой церкви. В 1923 году по решению Сокольнического совета этаж был снесён, а прах Ермакова тайно перенесён и захоронен у построенного на его деньги в 1860-е годы Успенского храма в Вышнем Волочке[3].

## Примечательное
Четная:

2А — Детский сад №1404.